# IZ Большого Пса
IZ Большого Пса (лат. IZ Canis Majoris), HD 45919 — одиночная переменная звезда в созвездии Большого Пса на расстоянии приблизительно 2420 световых лет (около 742 парсеков) от Солнца. Видимая звёздная величина звезды — от +8,1m до +7,73m.

## Характеристики
IZ Большого Пса — красный гигант, пульсирующая медленная неправильная переменная звезда (LB) спектрального класса M3III.